# Union sportive Gravelines Football (féminines)
Pour les articles homonymes, voir Union sportive Gravelines Football.
 (juillet 2017).
Si vous disposez d'ouvrages ou d'articles de référence ou si vous connaissez des sites web de qualité traitant du thème abordé ici, merci de compléter l'article en donnant les références utiles à sa vérifiabilité et en les liant à la section « Notes et références ».
Maillots
La section féminine de l'Union sportive Gravelines Football est un club de football féminin français basé à Gravelines.
Les Gravelinoises atteignent pour la première fois de leur histoire la Division 2 en 2007, après avoir passé de longues saisons au sein de la Ligue du Nord-Pas-de-Calais et de la Division 3.
L'équipe fanion du club, participe au championnat de seconde division pour la 6e saison consécutive et évolue au stade des Huttes.

## Palmarès
Le tableau suivant liste le palmarès du club actualisé à l'issue de la saison 2011-2012 dans les différentes compétitions officielles au niveau national et régional.
| Compétitions régionales     | Équipes de jeunes           |
| Votre aide est la bienvenue | Votre aide est la bienvenue |

## Bilan saison par saison
Le tableau suivant retrace le parcours du club depuis la création du championnat de la première division.
| Édition   | Division 2                  | Division 3                          | Coupe de France     |
| 1974-2001 | …                           | Championnat inexistant              | Coupe inexistante   |
| 2001-2002 | -                           | Championnat inexistant              | non connu           |
| 2002-2003 | -                           | -                                   | non connu           |
| 2003-2004 | -                           | -                                   | non connu           |
| 2004-2005 | -                           | -                                   | non connu           |
| 2005-2006 | -                           | 2e (Gr. A) 3e (Tournoi Final Gr. A) | 16e de finale       |
| 2006-2007 | -                           | 2e (Gr. C) 3e (Tournoi Final Gr. A) | non connu           |
| 2007-2008 | 5e (Gr. A)                  | -                                   | 8e de finale        |
| 2008-2009 | 4e (Gr. B)                  | -                                   | 8e de finale        |
| 2009-2010 | 5e (Gr. B)                  | -                                   | 16e de finale       |
| 2010-2011 | 6e (Gr. A)                  | Championnat inexistant              | 1er Tour Fédéral    |
| 2011-2012 | 3e (Gr. A)                  | Championnat inexistant              | 1/4 de finale       |
| 2012-2013 | Compétition à venir (Gr. A) | Championnat inexistant              | Compétition à venir |